# Ludwig Erdwin Seyler

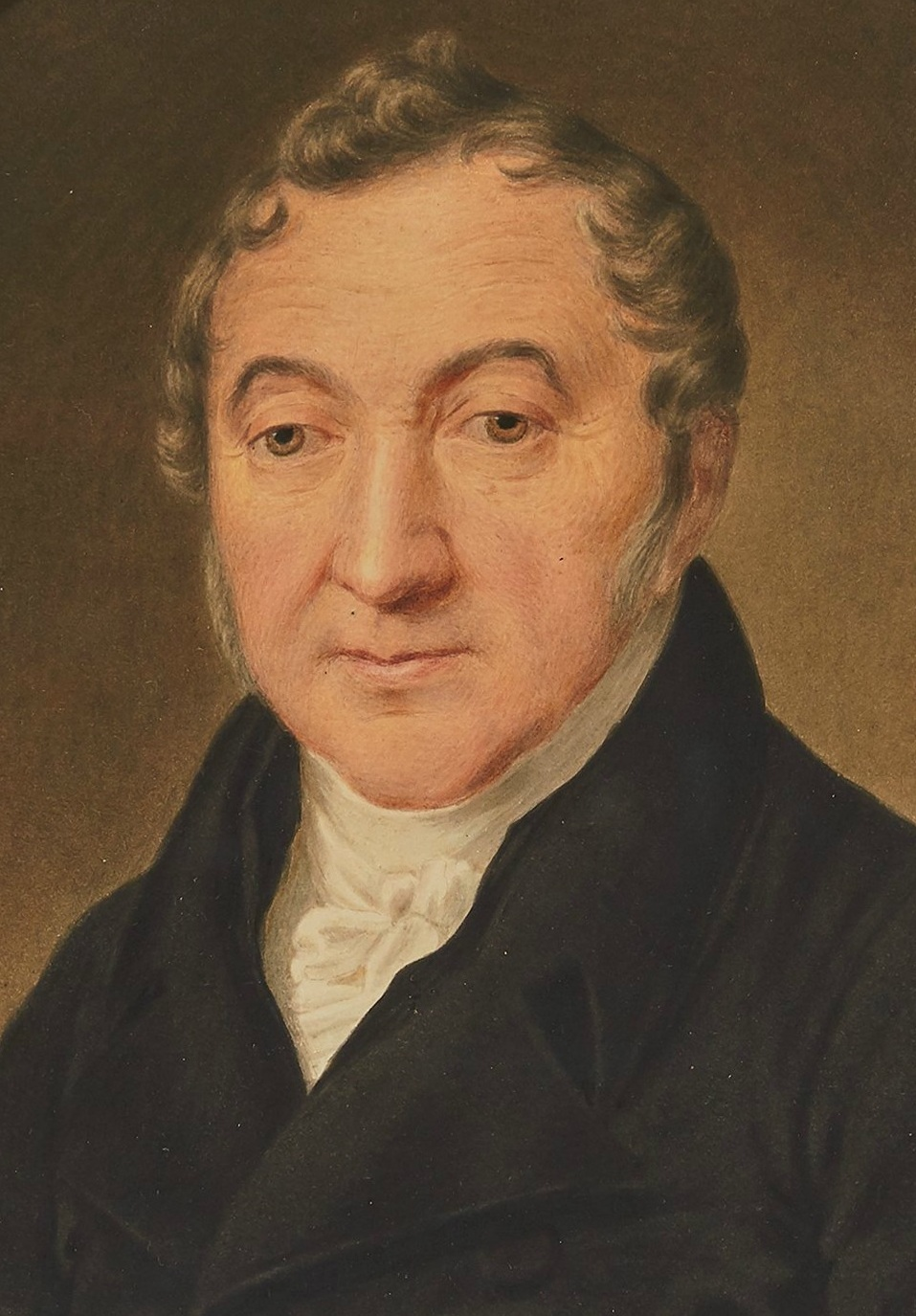
Ludwig Erdwin Seyler

Ludwig Erdwin Seyler (oft L.E. Seyler genannt) (* 15. Mai 1758 in Hamburg; † 26. Oktober 1836 in Hamburg) war ein Hamburger Kaufmann, Bankier und Politiker. Er war Sohn des berühmten Theaterprinzipals Abel Seyler und gehörte durch Heirat der Bankiersfamilie Berenberg/Gossler an.
Er war 61 Jahre lang (1775–1836) bei der Firma Joh. Berenberg, Goßler & Co. tätig, und trat 1788/90 in die Nachfolge seines Schwiegervaters Johann Hinrich Goßler als Teilhaber und Leiter des Unternehmens. Der Firmenname wurde 1790 in „Joh. Berenberg, Goßler & Co.“ geändert, um seinen Eintritt in das Unternehmen widerzuspiegeln; er „ist sozusagen der 'Co.' im Firmennamen“. Die Gewinnanteile des Handelshauses Berenberg verteilten sich um 1809 zu 5/12 (ca. 41 %) auf Seyler, und er war somit der größte Eigentümer des Unternehmens. Im Jahr 1820 besaßen Seyler und sein Schwager Johann Heinrich Gossler die Berenberg-Firma allein.
Seyler baute als einer der ersten deutschen Kaufleute Handelsbeziehungen mit den Vereinigten Staaten und Ostasien auf. Er war einer der bekanntesten Hamburger Kaufleute während der Napoleonischen Kriege und war vielfältig politisch und gesellschaftlich engagiert, unter anderem als Mitglied des Munizipalrats (der den Senat abgelöst hatte) während der Franzosenzeit und nach der Wiedererlangung der Souveränität des Stadtstaates als Präses der Commerz-Deputation.

## Leben

### Herkunft und Kindheit
Ludwig Erdwin Seyler war Sohn Abel Seylers, eines der führenden europäischen Theaterprinzipale des 18. Jahrhunderts. Sein Vater wurde in der schweizerischen Kanton Basel geboren und war in Hamburg als Kaufmann und Bankier tätig, bevor er sich ab 1767 dem Theater widmete. Seine Mutter Sophie Elisabeth Andreae war Tochter des wohlhabenden Hannover Hofapothekers Leopold Andreae. Nach dem Tod seiner Mutter im Jahre 1764 wuchs er mit seinen beiden Geschwistern bei ihrem Onkel, dem Hofapotheker Johann Gerhard Reinhard Andreae, in Hannover auf. Andreae war ein international bekannter Naturwissenschaftler und Universalgelehrter und korrespondierte u. a. mit Benjamin Franklin. Nach mehreren Berichten war Andreae ein liebevoller Pflegevater für die Kinder seiner Schwester; er hatte keine eigenen Kinder.
Die Familie Seyler war ursprünglich eine Patrizierfamilie aus Liestal und Basel in der Schweiz. Durch seinen Vater stammte er von anderen Basler Patrizierfamilien wie Burckhardt, Socin (ursprünglich eine italienische Adelsfamilie), Merian und Faesch ab. Zu seinen entfernten Verwandten gehörte Kardinal Joseph Fesch, der Onkel Napoleons.
Seine Schwester Sophie heiratete 1781 den Sturm-und Drang Dichter Johann Anton Leisewitz, den Autor von Julius von Tarent.

### Mitinhaber der Firma Berenberg
Er trat 1775 im Alter von 17 Jahren als Lehrling in die Firma Joh. Berenberg und Goßler ein. Am 20. Mai 1788 heiratete er Anna Henriette (genannt Henriette) Goßler (1771–1836), der ältesten Tochter der Firmeninhaber Johann Hinrich Goßler und Elisabeth Berenberg. Sein Schwiegervater nahm ihn kurz danach als Teilhaber auf. Nach dem Tod seines Schwiegervaters übernahm er 1790 die Leitung des Unternehmens. Sein Schwiegervater hatte selbst die Tochter seines Arbeitgebers geheiratet und damit Eigentümer der Firma Berenberg geworden. Der Firmenname wurde 1790 in „Joh. Berenberg, Goßler & Co.“ geändert, um seinen Eintritt in das Unternehmen widerzuspiegeln; seither ist es unverändert geblieben. Der namentlich genannte Joh. Berenberg war der Großvater seiner Frau. Die Gewinnanteile des Handelshauses Berenberg verteilten sich um 1809 zu 5/12 (ca. 41 %) auf Seyler, der nach wie vor der leitende Kopf war, und zu 4/12 auf Johann Heinrich Gossler sowie zu 3/12 auf Franz Friedrich Kruckenberg (der mit Margaretha Katharina Gossler, einer Schwester von Johann Hinrich Gossler, verheiratet war).
Astrid Petersson führt aus: „Als Beispiel für ein bedeutendes, u. a. aufgrund seiner umfangreichen Zuckerimporte zu Wohlstand gelangtes Hamburger Handelshaus sei auf die Firma Joh. Berenberg, Goßler & Co. verwiesen. Ihre vielfältigen Zuckerimportgeschäfte in der Zeit nach 1814, insbesondere mit Brasilien, den USA und Ostasien, die teilweise eine Fortsetzung ihrer bereits Ende des 18. Jahrhunderts geplegten Handelsbeziehungen darstellten, dürften wesentlich zum Erwerb ihres Vermögens beigetragen haben. In Verbindung mit ihrer Position als Merchant Bankers erwarb sich jene Firma eine angesehene Stellung über die Grenzen Deutschlands hinaus, die um 1830 nur wenige Handelshäuser aufzuweisen hatten“.

### Franzosenzeit, politisches und gesellschaftliches Engagement
Nach der Annexion Hamburgs als Teil des Französischen Kaiserreichs im Jahr 1811 wurde Seyler im Februar 1813 als supplierender Richter am Handelsgericht (Tribunal de Commerce) ernannt.
Nachdem das Mortzenhaus von den französischen Behörden beschlagnahmt und in ein Militärhospital umgewandelt worden war, wurde der Firmensitz von Joh. Berenberg, Gossler & Co. in Seylers Wandrahm-Haus verlegt. Im Dezember 1813 verlegte Seyler das Kontor in das Haus seines Schwiegersohns Gerhard von Hoßtrup.
Im Juni 1813 gehörte Seyler zu den prominenten Hamburger Kaufleuten, die von den Franzosen als Geiseln genommen wurden, um die Stadt zur Zahlung einer Kontribution von 48 Millionen Franc zu erpressen: „Um wenigstens einen Teil zu erpressen, nahmen die Franzosen mehrere Dutzend Hamburger gefangen und schafften sie nach Harburg, darunter L.E. Seyler, Goßlers Schwager, den Senior der Firma. Natürlich größte Aufregung in der ganzen Stadt! Wer war der nächste?“

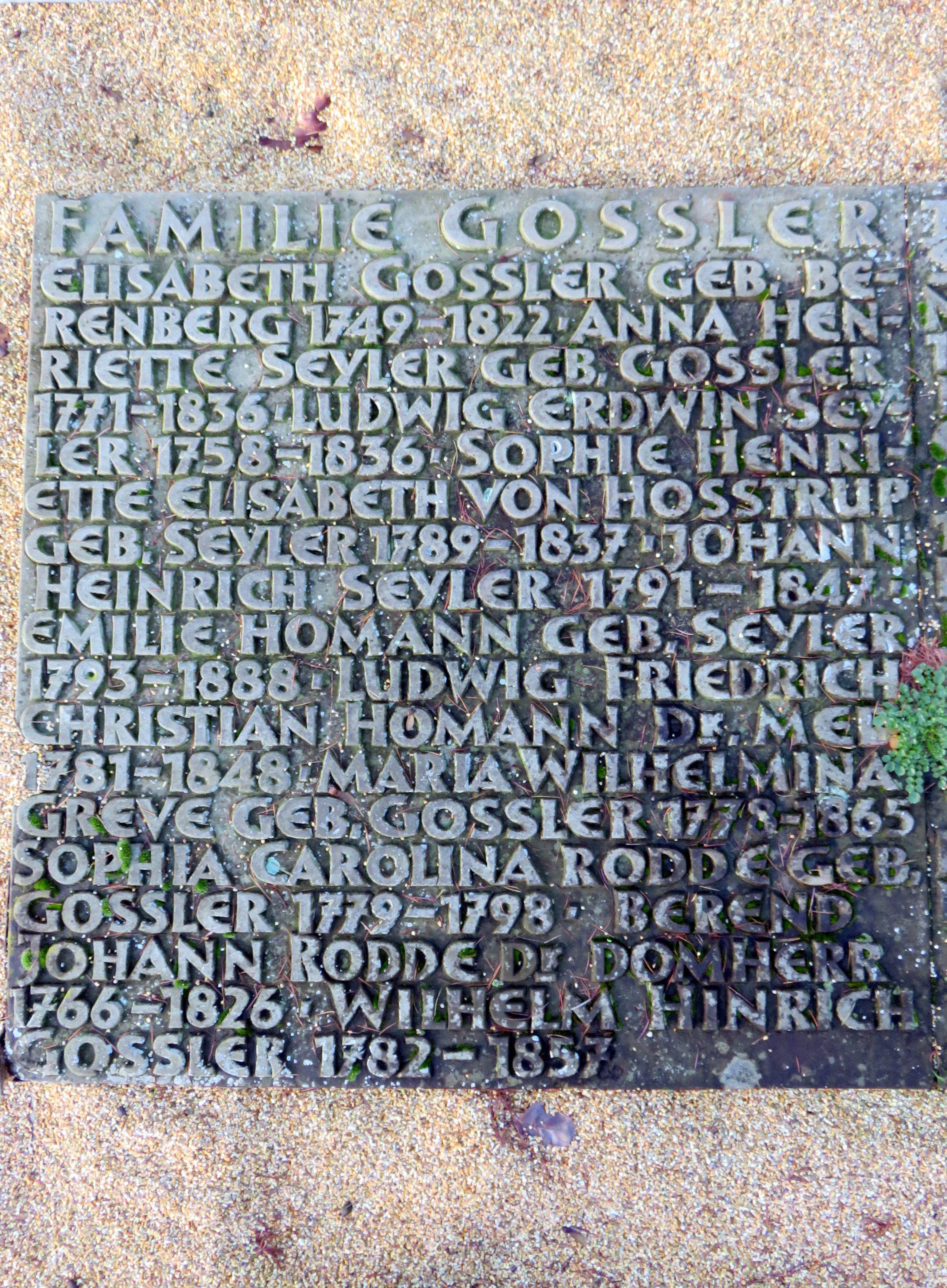
Ludwig Erdwin Seyler und
„Anna Henriette Seyler geb. Gossler 1771-1836“, Doppelsammelgrabplatte Familie Gossler, Friedhof Ohlsdorf

Er wurde dann im Sommer 1813 von Generalgouverneur Louis-Nicolas Davout als Mitglied des Munizipalrates ernannt und am 9. Juli vereidigt, kurz nachdem er als Geisel freigelassen worden war; der Munizipalrat hatte unter französischer Herrschaft sowohl den Rat (Senat) als auch die Bürgerschaft ersetzt, und hatte dreißig Mitglieder. Andere Mitglieder des Munizipalrates waren u. a. Christian Daniel Benecke und Jacob Oppenheimer. Der Munizipalrat bestand bis zum 26. Mai 1814 und wurde dann vom Rat aufgelöst. Die Mitglieder des Munizipalrates wurden vom Rat ersucht, den Rat für eine kurze Zeit weiter zu unterstützen.
Er war ab 23. März 1813 Mitglied und von Mai 1817 bis 4. Juli 1818 Präses der Commerz-Deputation, einer der wichtigsten politischen Körperschaften des wieder souveränen Stadtstaates. Als Mitglied der Commerz-Deputation war er ex officio auch Mitglied der Erbgesessenen Bürgerschaft. Er war u. a. auch Mitglied der Banco-Deputation und der Schiffahrts- und Hafen-Deputation. Von 1820 bis zu seinem Tod 1836 war er Altadjungierter der Commerz-Deputation (Altadjungierte wurden in Streitfällen von den Deputierten zu Rate gezogen).
Zeit seines Lebens war Seyler in Hamburg hoch angesehen; der Stadthistoriker J.G. Gallois bezeichnete ihn als „ein gleichmäßig als Kaufmann wie als Mensch achtungswerther Charakter“ und als „einer der Hauptzierden unserer Börse“. Percy Ernst Schramm schrieb: „Unter seinen Mitbürgern sei er geachtet, den Seinen sei er ein zärtlicher Vater“.
In Hamburg war er durch seine Frau in erster Reihe mit den Familien Berenberg/Goßler und Amsinck verwandt. Er war Onkel des Hamburger Ersten Bürgermeisters Hermann Goßler. Der Mitbegründer der Commerzbank Ludwig Erdwin Amsinck (1826–1897) wurde nach ihm benannt. Felix Hoppe-Seyler, der Begründer der Biochemie und Molekularbiologie, wurde von seinem Neffen adoptiert, und nahm den Namen Seyler an.
An Ludwig Erdwin Seyler und seine Ehefrau Anna Henriette wird auf der Doppelsammelgrabplatte Familie Gossler des Althamburgischen Gedächtnisfriedhofs, Friedhof Ohlsdorf, erinnert.

Sein Vater, der Theaterprinzipal Abel Seyler
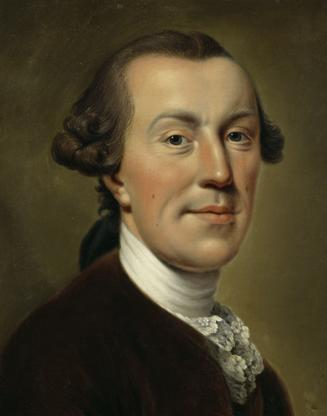
Sein Onkel und Pflegevater, der Naturforscher Johann Gerhard Reinhard Andreae
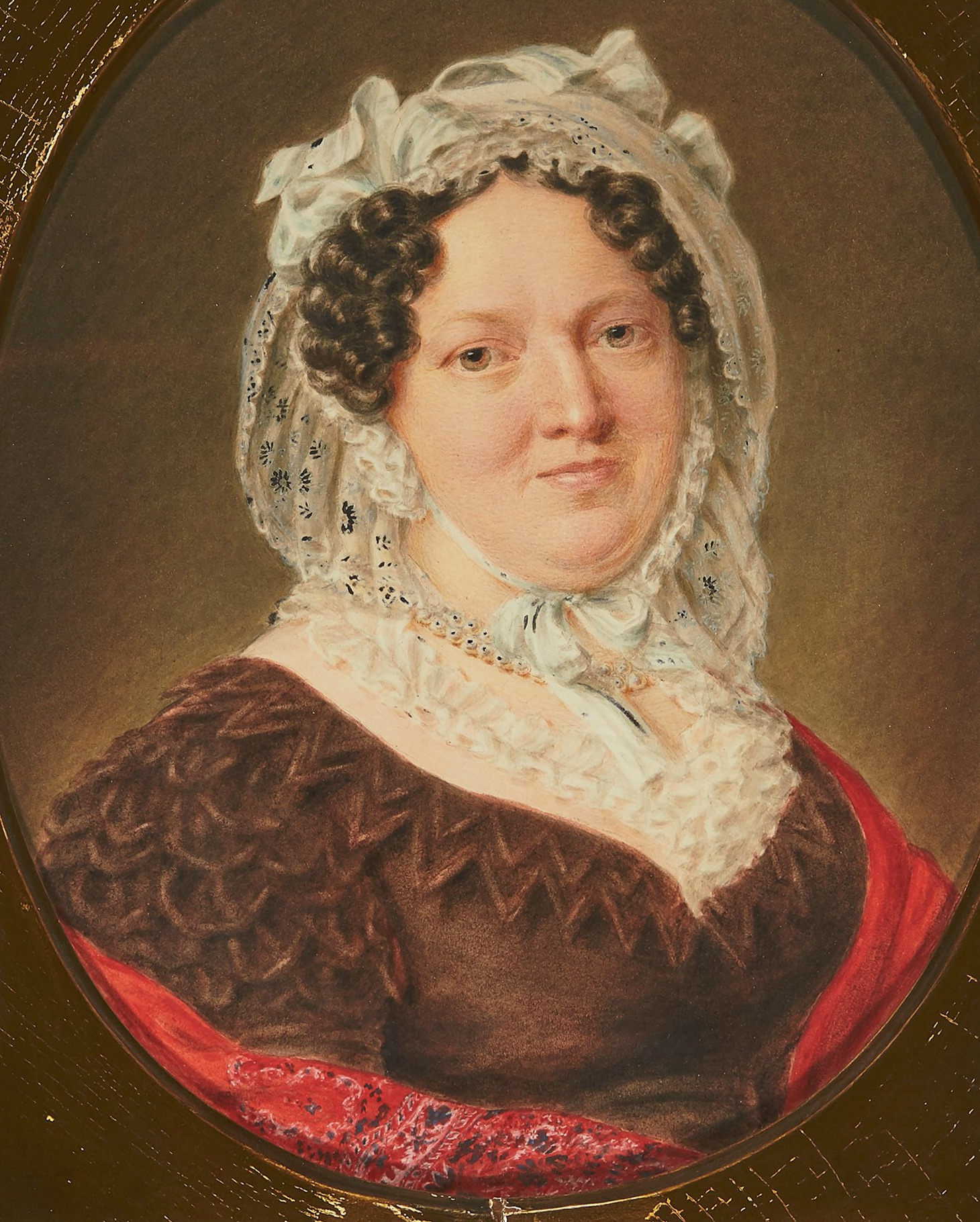
Seine Frau Anna Henriette Goßler (1771–1836), älteste Tochter von Johann Hinrich Gossler und Elisabeth Berenberg
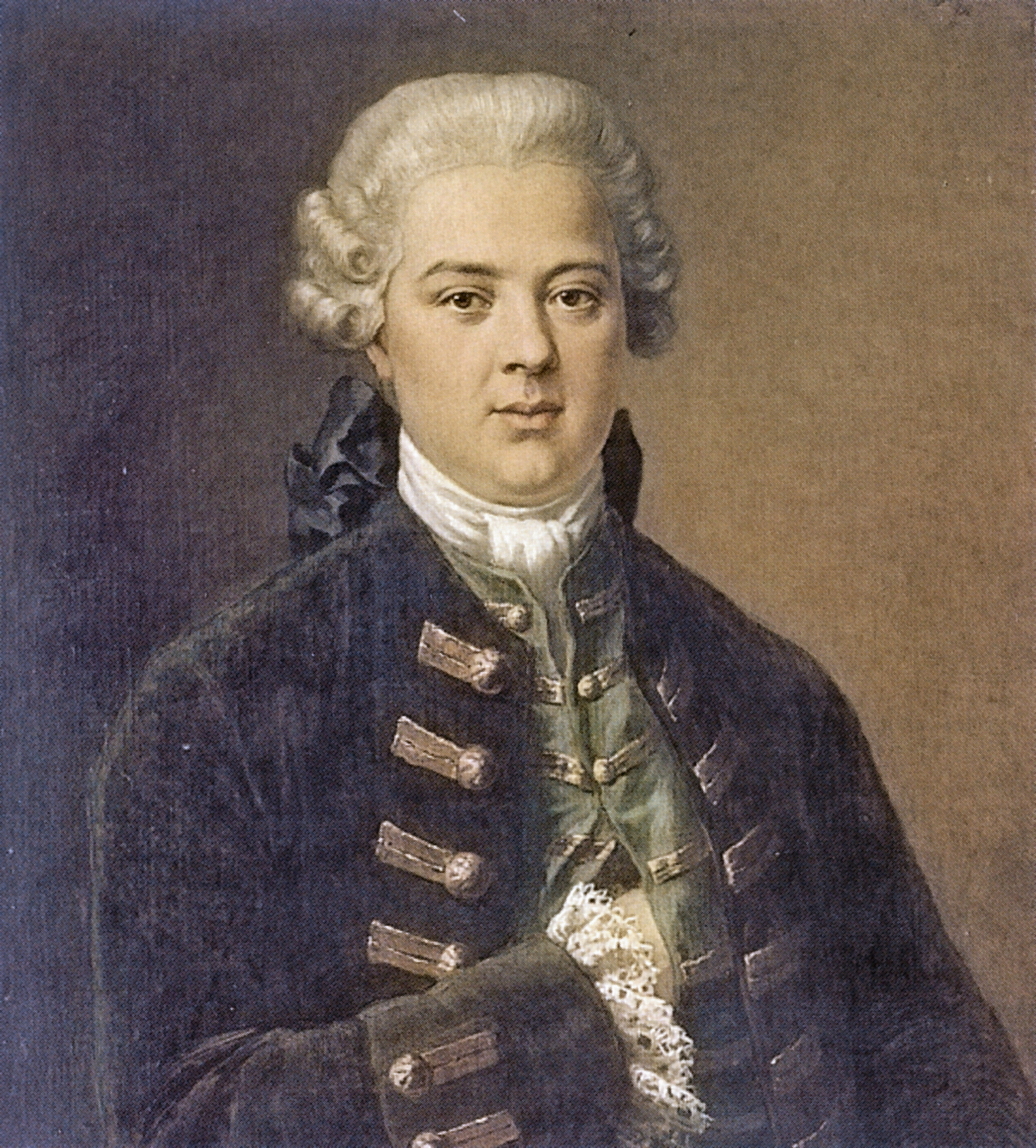
Sein Schwiegervater Johann Hinrich Gossler nahm ihn 1788 als Teilhaber der Firma Joh. Berenberg und Goßler auf.
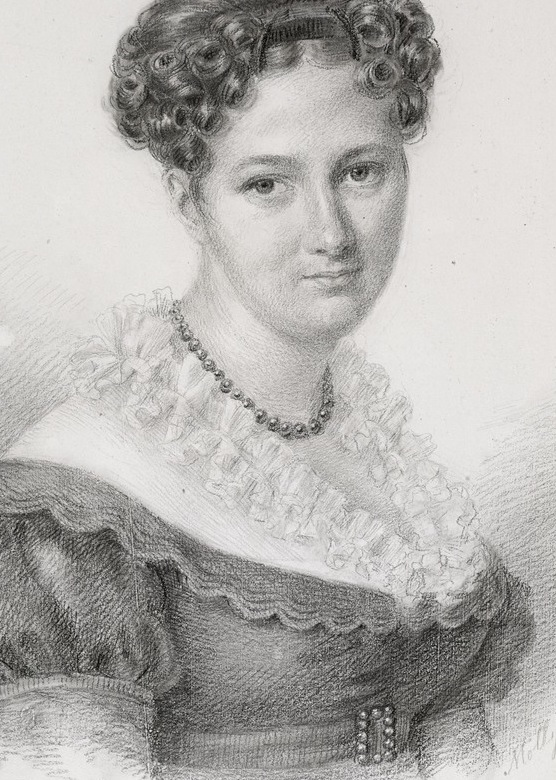
Seine jüngste Tochter Henriette (1805–1875)
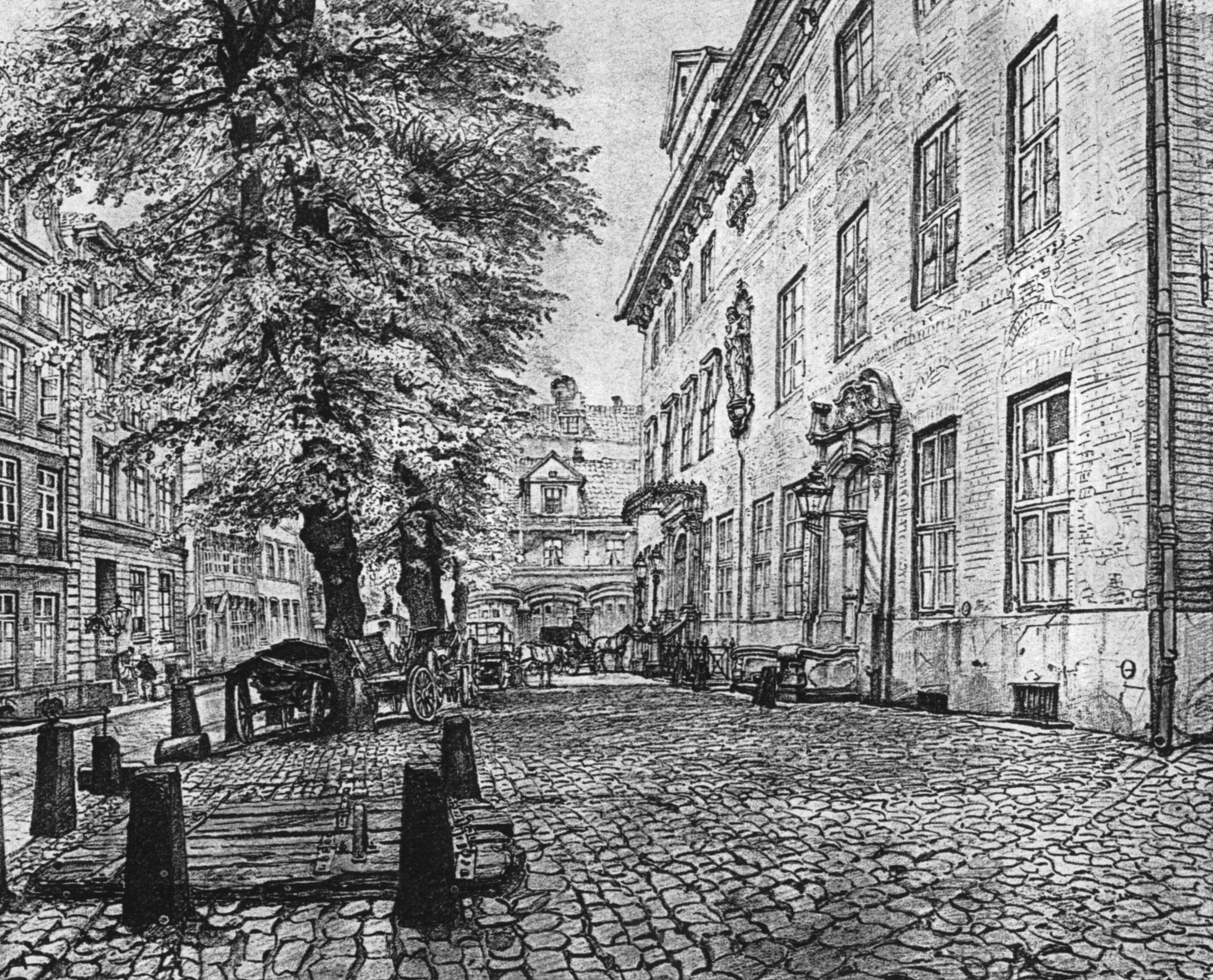
Das Mortzenhaus, Wintersitz der Familie Goßler und Hauptsitz der Firma Berenberg, Goßler & Co. ab 1788